# Połoń (Białoruś)
Połoń (biał. Палонь; ros. Полонь) – wieś na Białorusi, w obwodzie brzeskim, w rejonie hancewickim, w sielsowiecie Lusino.
W dwudziestoleciu międzywojennym leżał w Polsce, w województwie poleskim, w powiecie łuninieckim, gminie Chotynicze.